# Quai de la Bruche
Ne doit pas être confondu avec Ruelle de la Bruche.
Le quai de la Bruche (en alsacien : Brischstade) est un quai de Strasbourg situé dans la Petite France (quartier administratif Gare-Kléber), le long d'un bras de l'Ill canalisé, ainsi nommé, car la rivière portait jusqu'au milieu du XIXe siècle le nom de « Bruche. Proche des Ponts couverts, il va du quai Turckheim à la rue du Bain-aux-Plantes et fait face au quai de la Petite-France et au square Louise-Weiss. C'est une zone piétonne et touristique, dotée de plusieurs restaurants installés de longue date.

## Toponymie

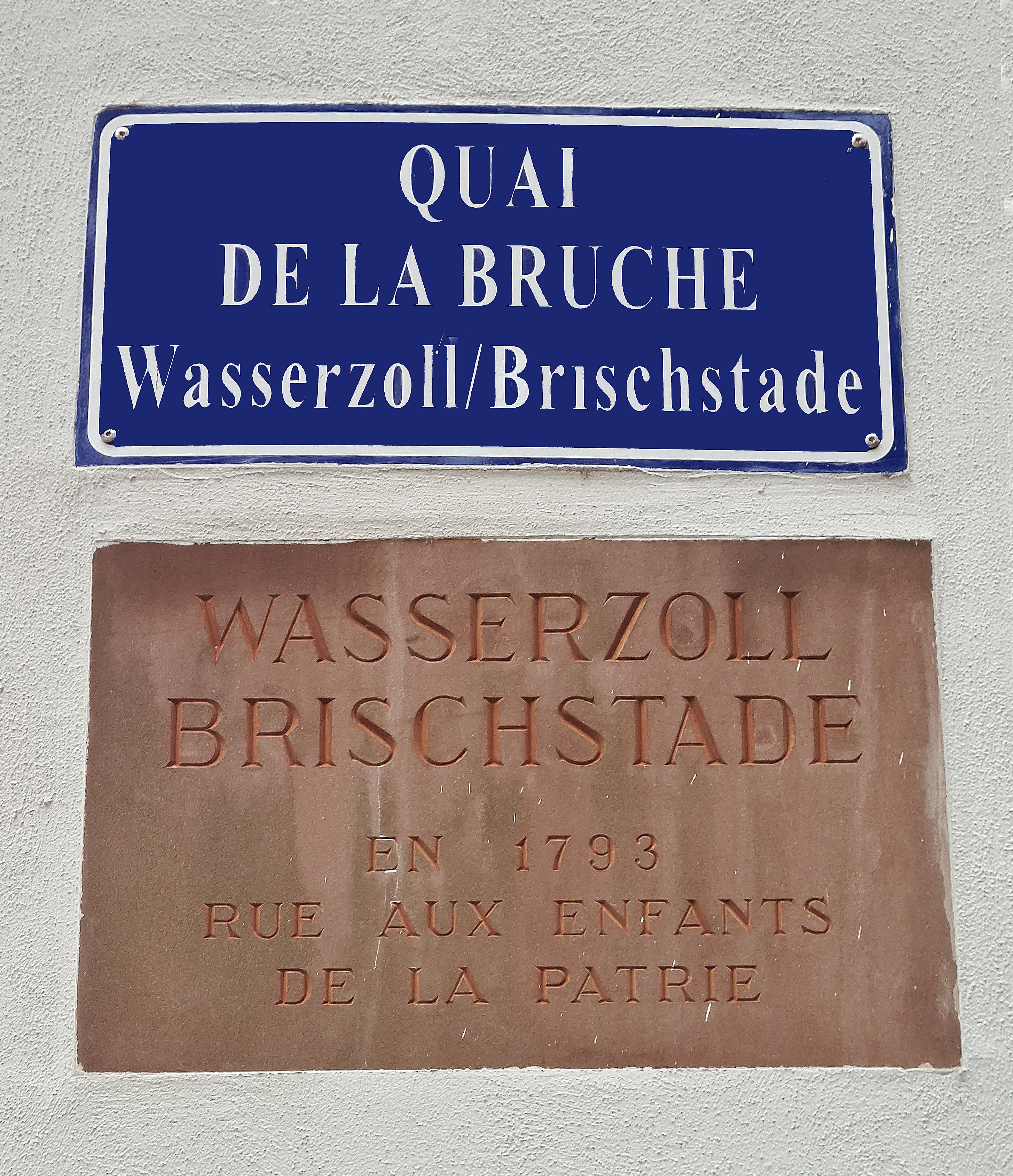
Plaque bilingue (français-alsacien) et historique.

La voie a porté successivement différents noms, en français ou en allemand : Gasse beim Wasserzoll (1580), Bei dem oberen Wasserzoll (1742), Au péage de la Bruche (1786), Aux enfants de la Patrie (1793), quai de Déléchaux (1794), quai de la Bruche (1795), quai des Ponts Couverts (1811), quai de la Bruche (1817), Bey dem obern Wasser-Zoll (1817), Breuschgasse (1872), Breuschstaden (1882), quai de la Bruche (1918), Breuschstaden (1940), quai de la Bruche (1945)).
Des plaques de rues bilingues, à la fois en français et en alsacien, ont été mises en place par la municipalité à partir de 1995. C'est le cas du Brischstade.

## Histoire
Cet endroit est, pendant plusieurs siècles, le rendez-vous des bateliers et des pêcheurs, qui viennent y verser le Wasserzoll, c'est-à-dire le droit de péage sur les marchandises entrant dans la ville par bateau. Il est parfois nommé « oberer Wasserzoll » pour le distinguer du péage en aval de la ville, avant la Robertsau (« unterer Wasserzoll), ou encore « Wasserzoll beÿ denen Thürnen », une expression qui le situe explicitement près des tours des Ponts couverts»). 
L'impasse Mauve (Malvengässchen) a été incorporée au quai en 1929.

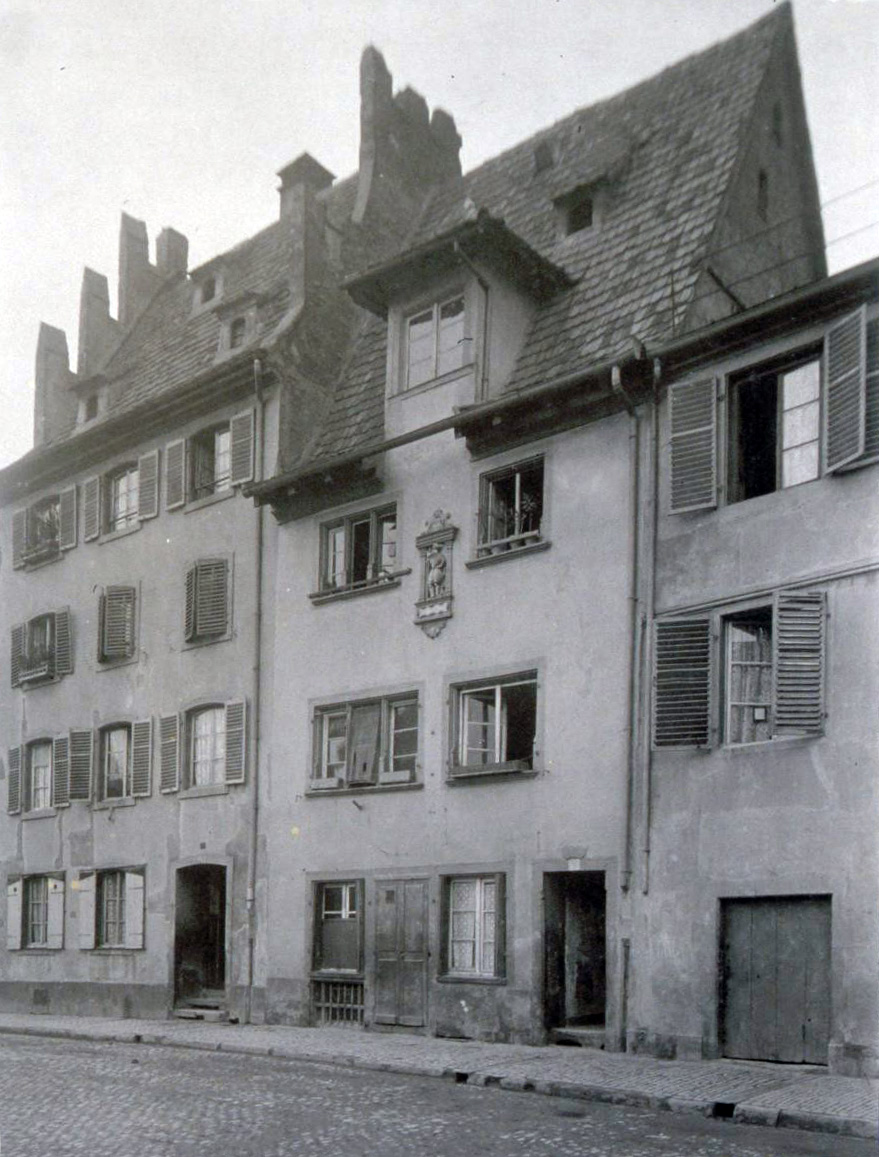
Début du XXe siècle.
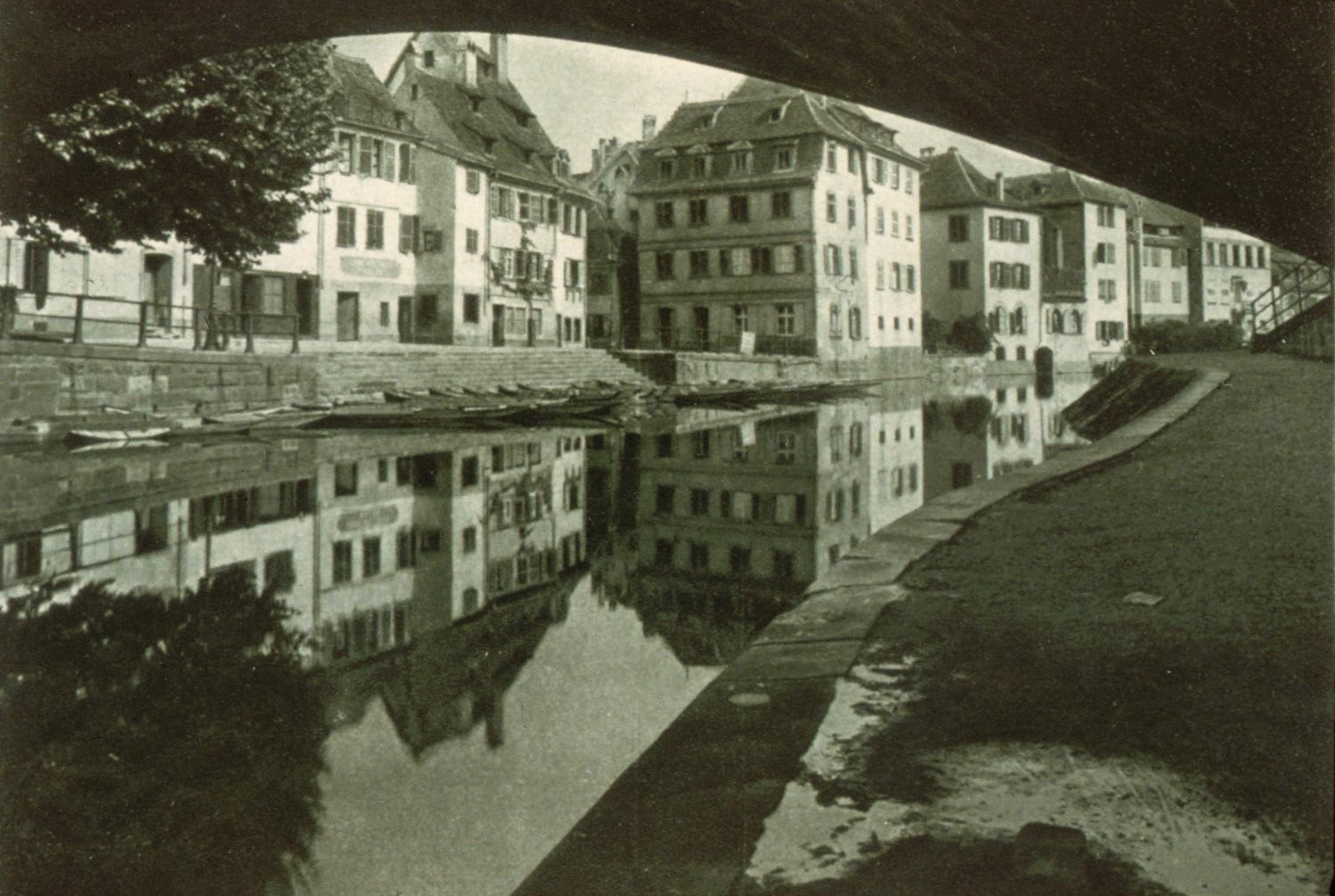
(1919).
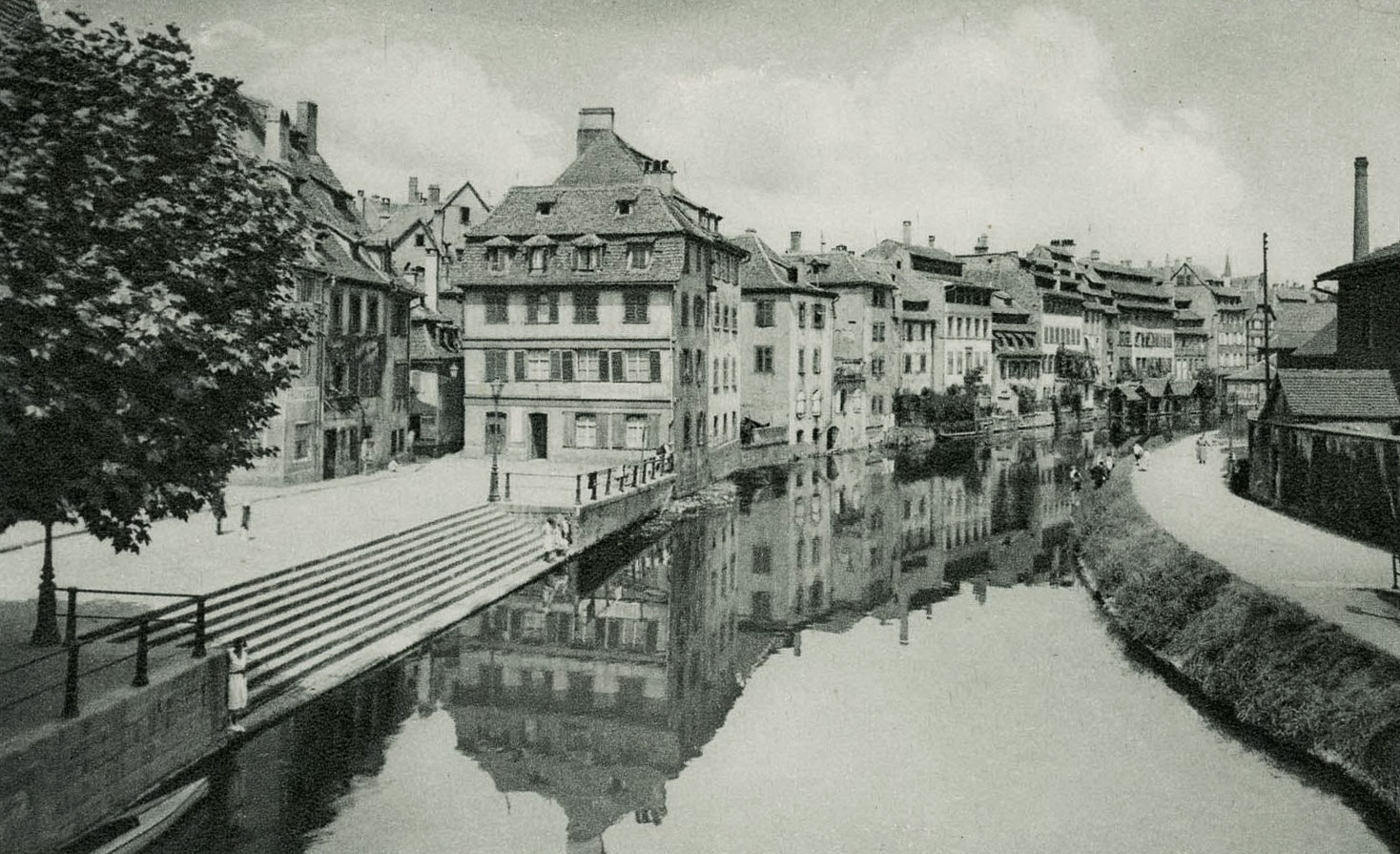
(1937).

## Bâtiments remarquables
- no 1 : À l'angle du quai Turckheim, cet immeuble de la Renaissance se caractérise par ses fenêtres à meneaux. Il a fait l'objet d'un ravalement en 2019[4].

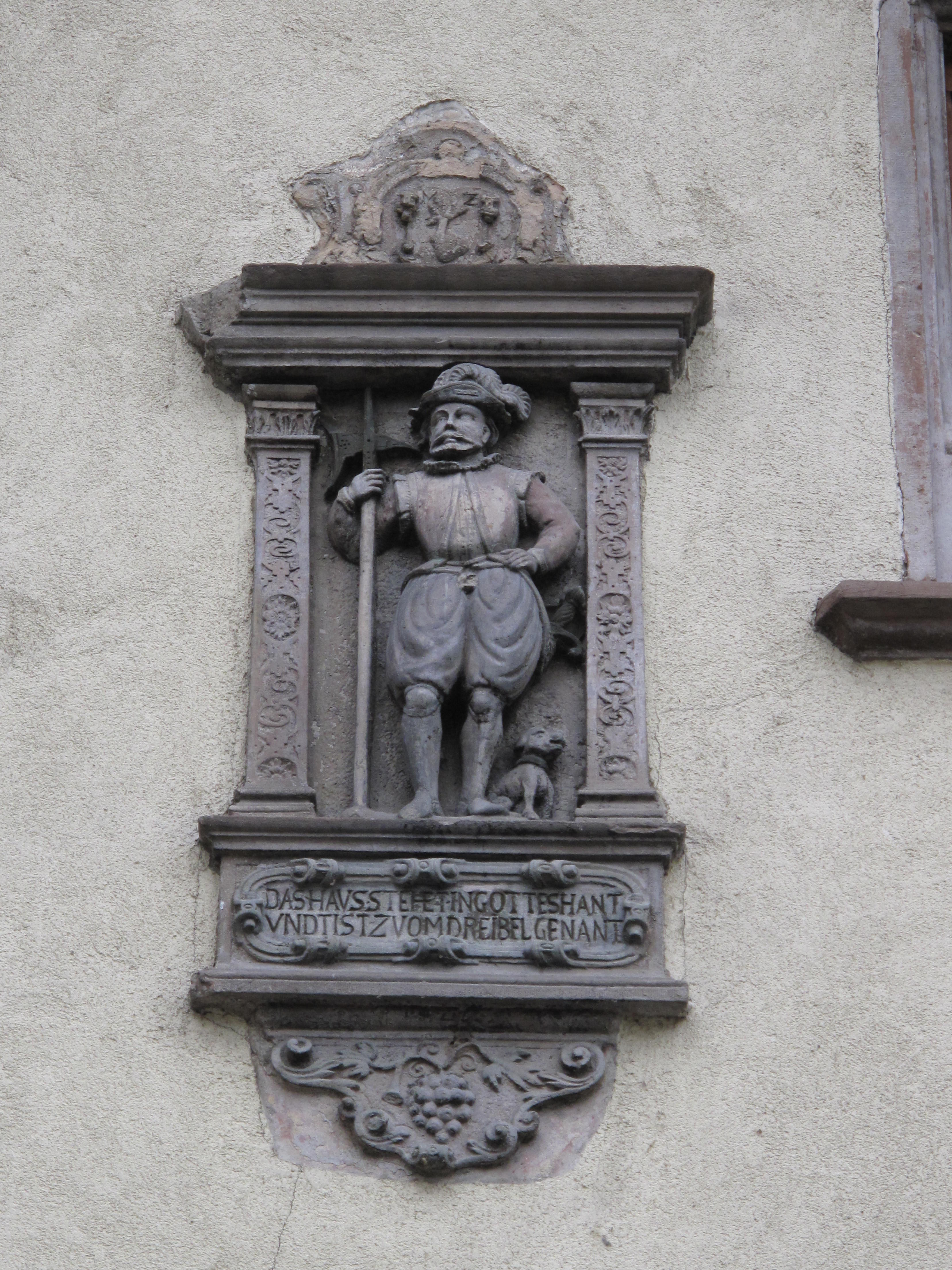
Le relief sculpté du no 4.

- no 2 : La présence d'une brasserie, à l'enseigne « Au Bois vert » (Zum grünen Wald), est attestée dès 1672[5]. Le restaurant actuel, qui se réclame de cette filiation (« Au Petit Bois vert »), est doté de deux étages à pans de bois[6] et d'une terrasse protégée par un platane qui aurait plus de 300 ans.
- no 3 : La façade de cette maison médiévale à pignons crénelés a été refaite au XVIIIe siècle[7].
- no 4 : L'existence d'un maison sur cet emplacement est avérée depuis 1587. En 1703 on y trouve une auberge Zum Träubel (Au Raisin), avec un grand noyer qui gèle l'année suivante. En 1742 l'enseigne devient Zum blauen Träubel. La façade de l'estaminet est agrémentée d'un relief représentant un hallebardier dans un édicule, dont la date est estimée vers 1599. Elle porte l'inscription suivante : DAS HAVS STEHET IN GOTTES HANT / VNDT IST ZUM DREIBEL GENANT (Cette maison se trouve entre les mains de Dieu et s'appelle Au Raisin[2]). 
Le motif sculpté de la façade fait l'objet d'une inscription au titre des monuments historiques depuis 1931[8].
- no 6 : Les deux étages de cette maison du XIXe siècle sont construits en pans de bois[2].
- no 7 : Probablement de la fin du XVIe siècle, la maison d'origine a été démolie en 1968 et a connu beaucoup de vicissitudes[9]. En 2019, plusieurs projets de reconstruction et de déconstruction se sont déjà succédé et n'ont pas encore abouti[10].
- no 8 : Au début du XVIIe siècle une petite maison en bois à un étage se trouve à cet endroit. Les propriétaires sont pour la plupart des pêcheurs. Cependant la veuve d'un maçon qui l'acquiert en 1709 y adjoint un terrain près de la rivière et y installe un lavoir. En 1746, la maison revient à un batelier qui la fait démolir pour construire une nouvelle demeure à deux étages et combles mansardés. En 1925, la bâtisse figure sur la liste des maisons de tolérance. En 1964, elle est achetée par la Ville qui la revend quelques années plus tard[11]. 
Avec une façade donnant sur une placette, l'autre sur le canal de navigation, la maison à colombages du no 8 marque la fin du quai de la Bruche[12].

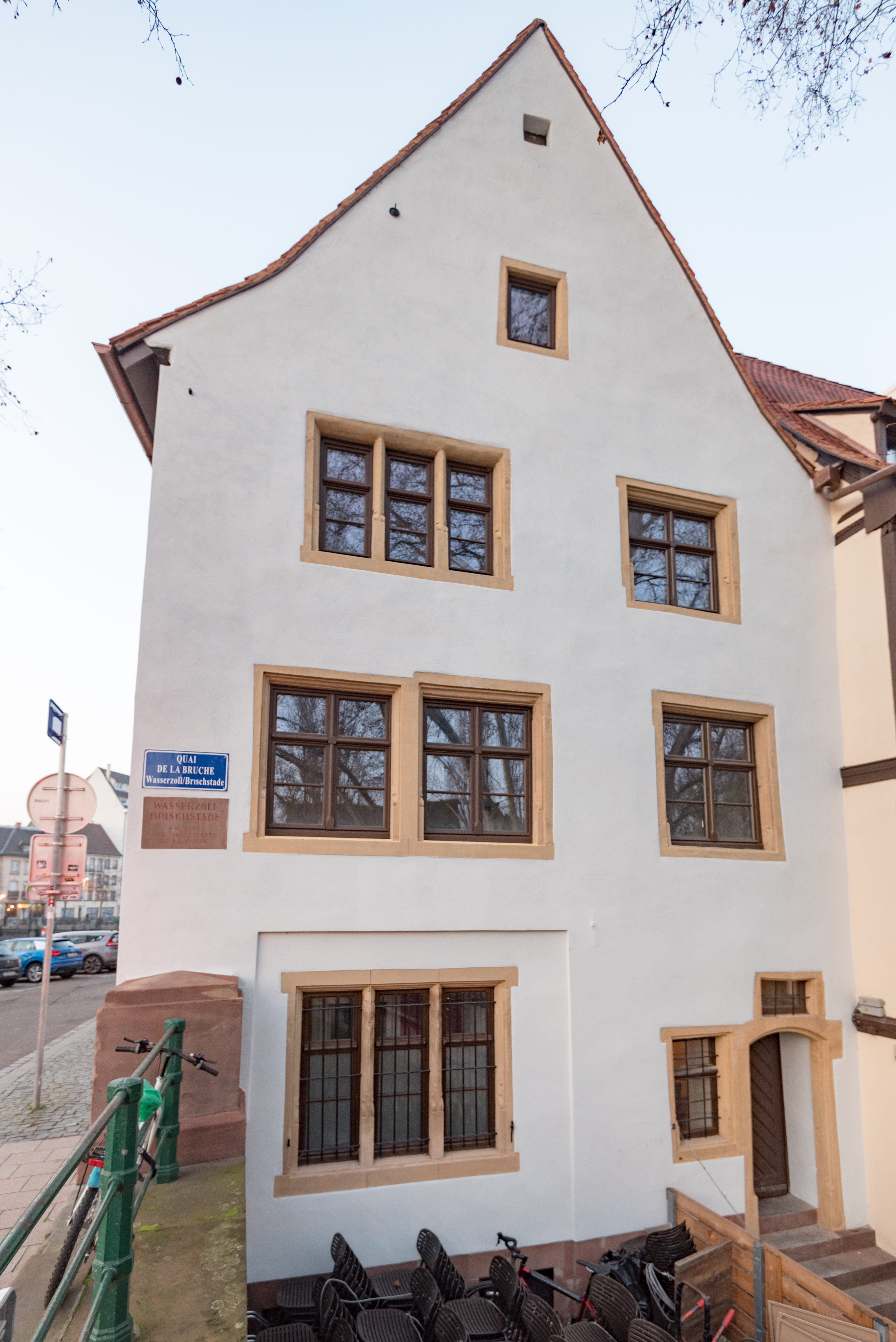
Le no 1 en 2020.
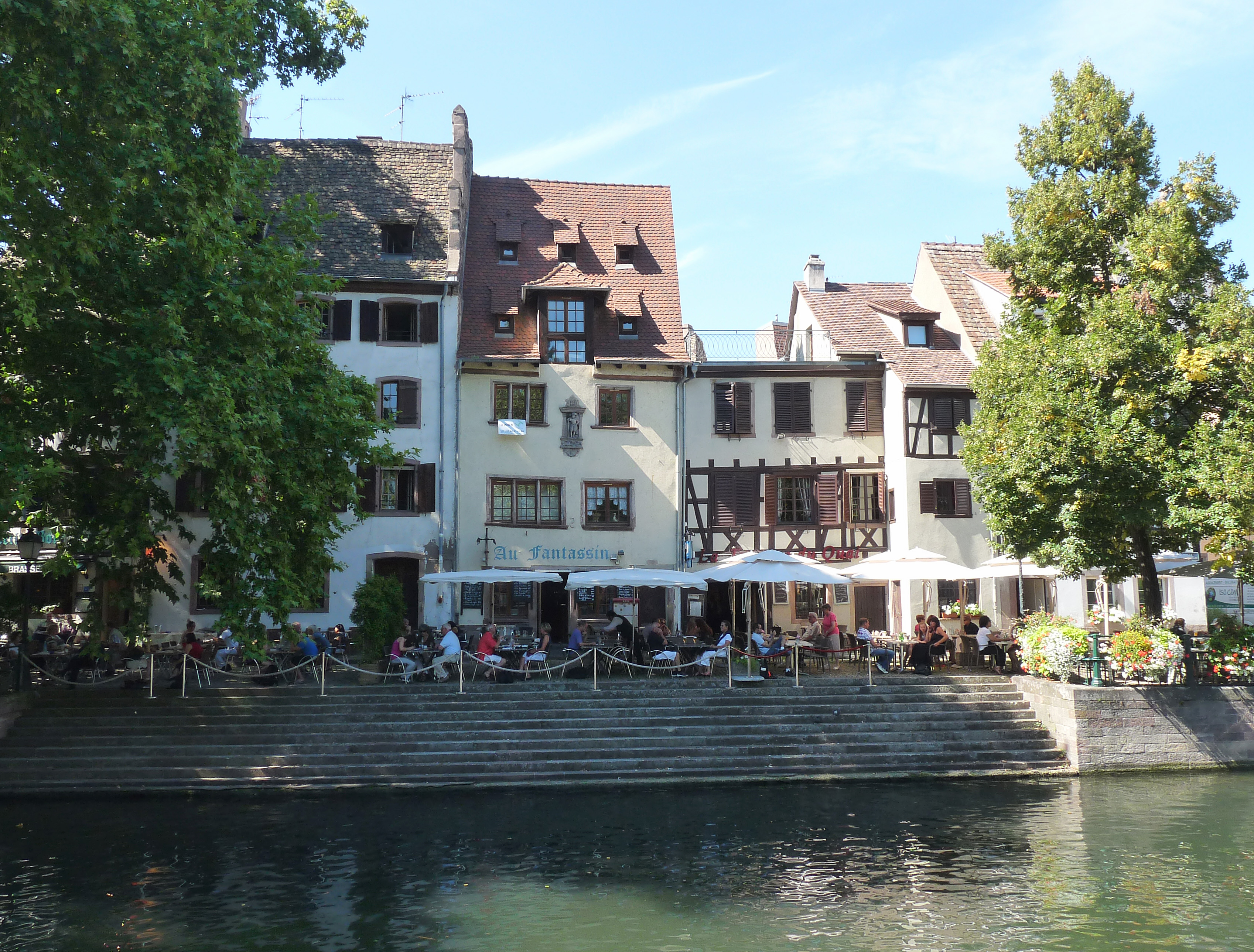
Marches d'escalier devant les nos 4 et 5.
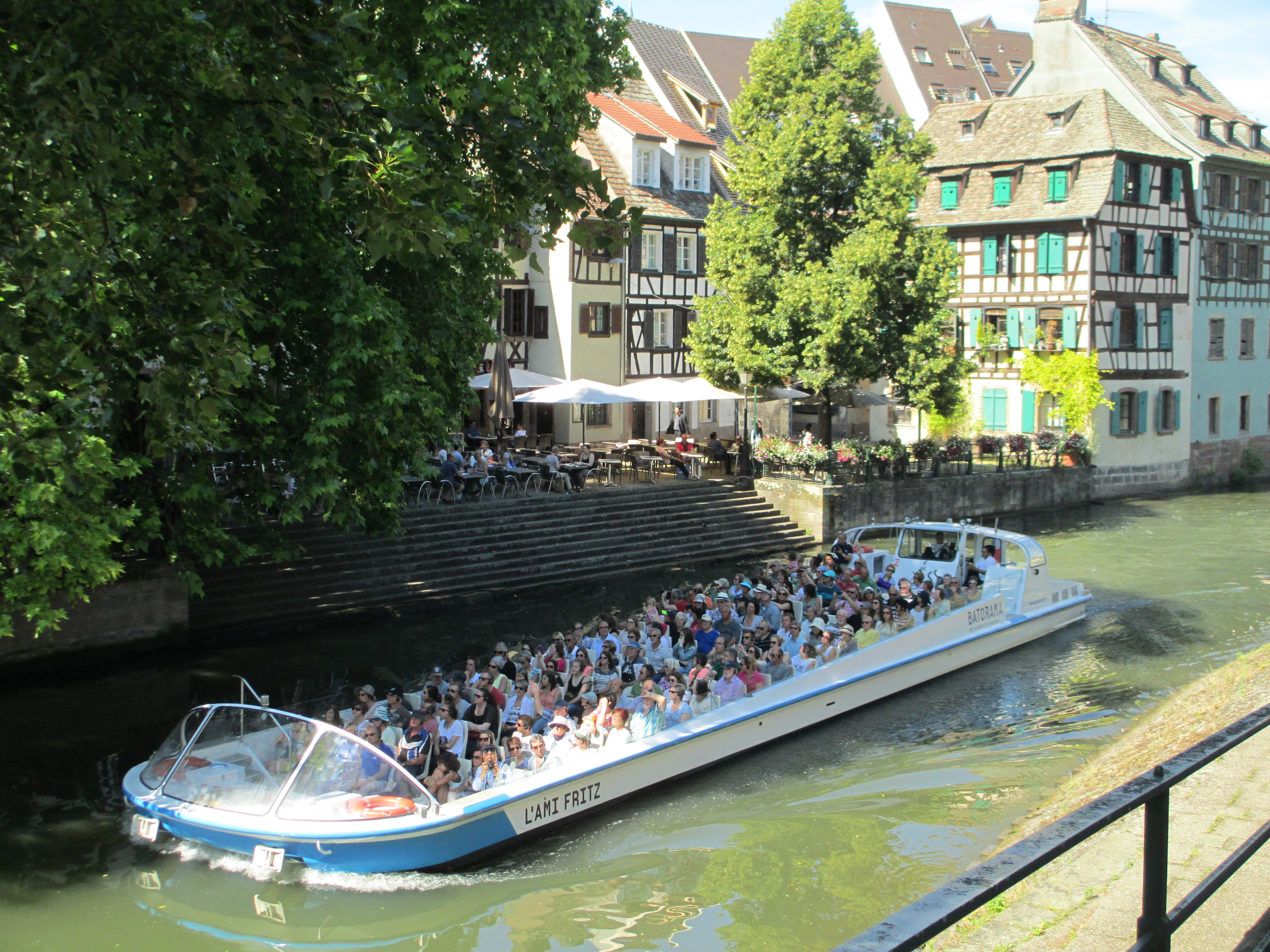
Tourisme fluvial au quai de la Bruche.
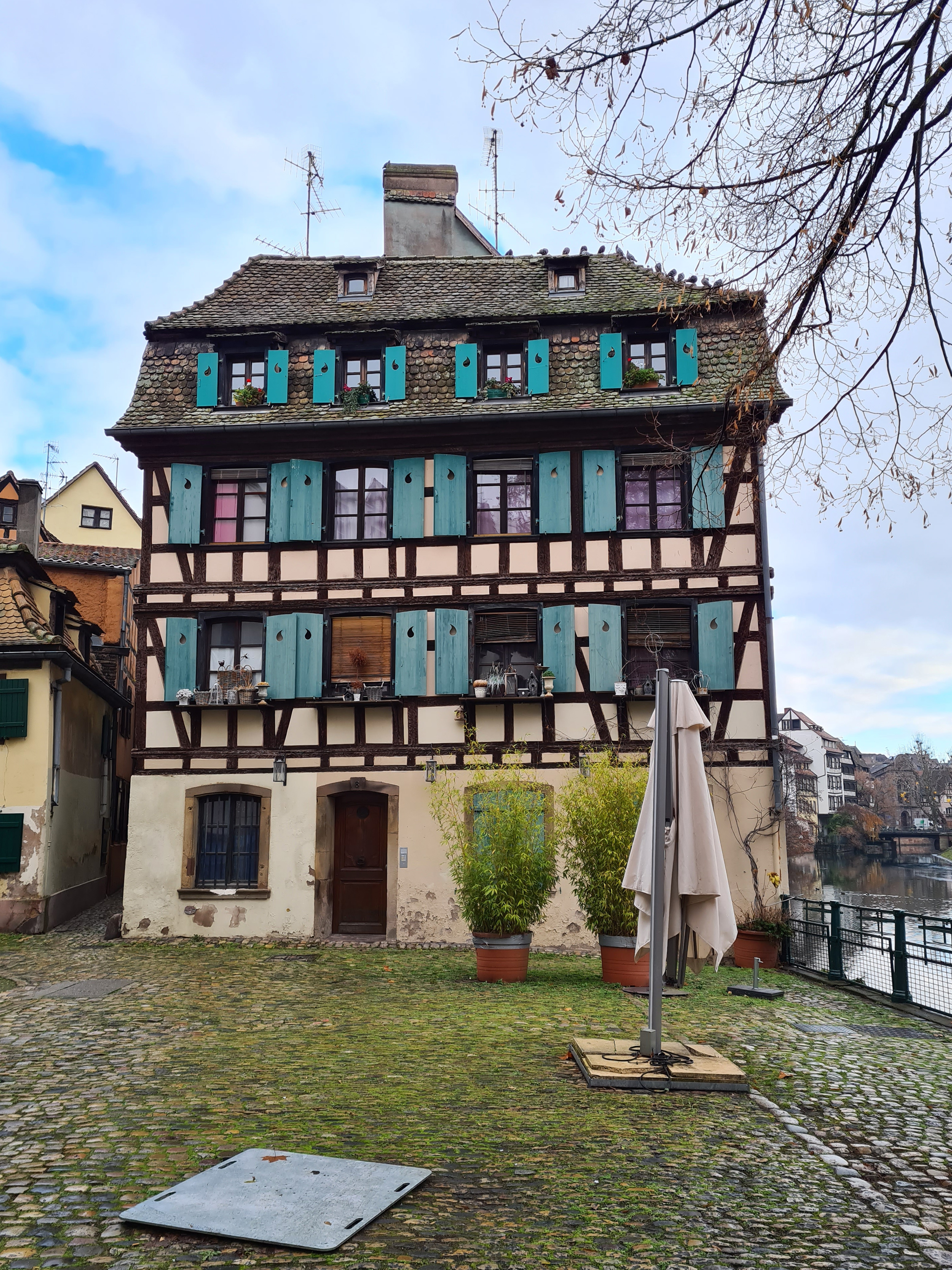
no 8.

## Représentations artistiques

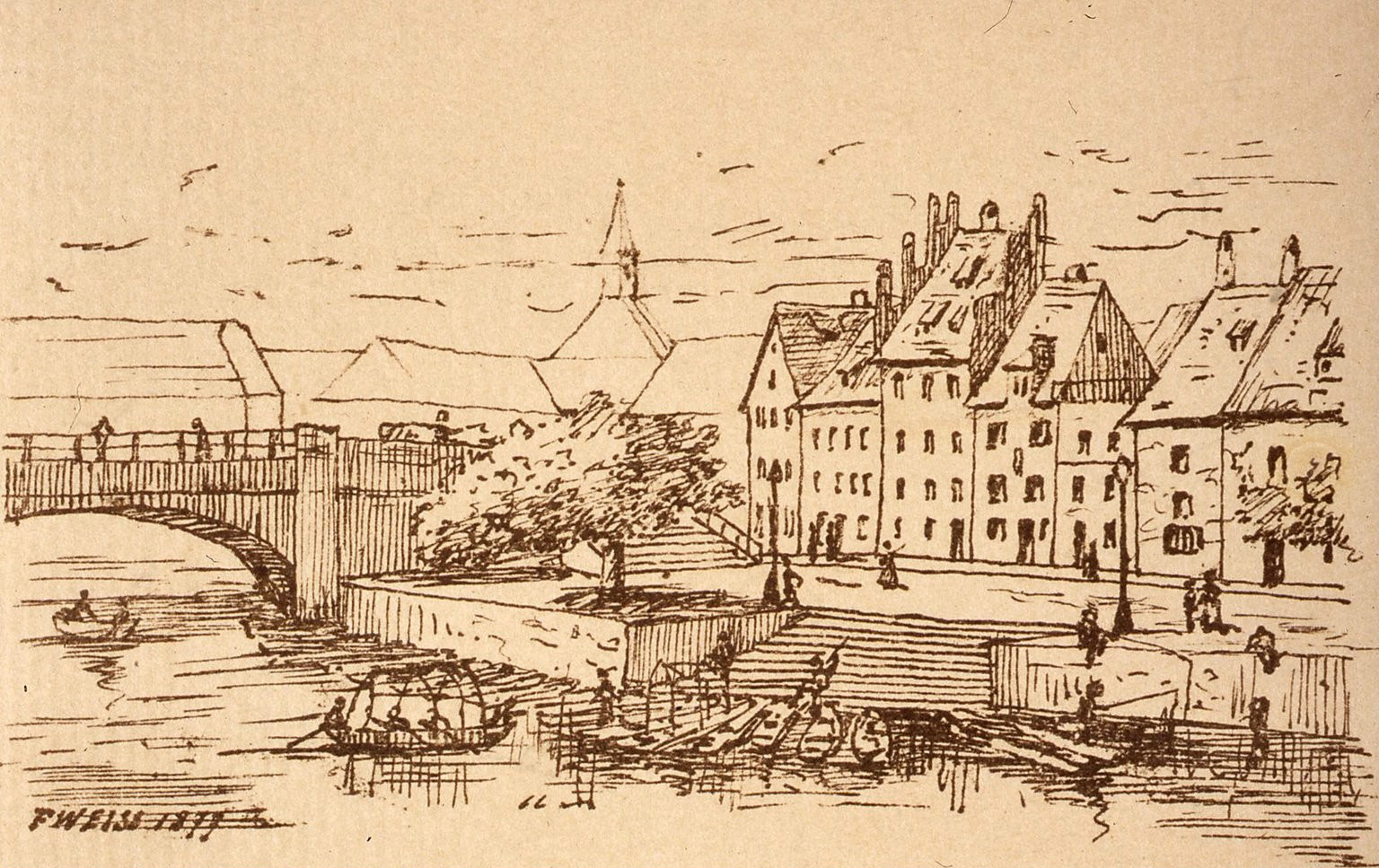
F. Weiss (1879).
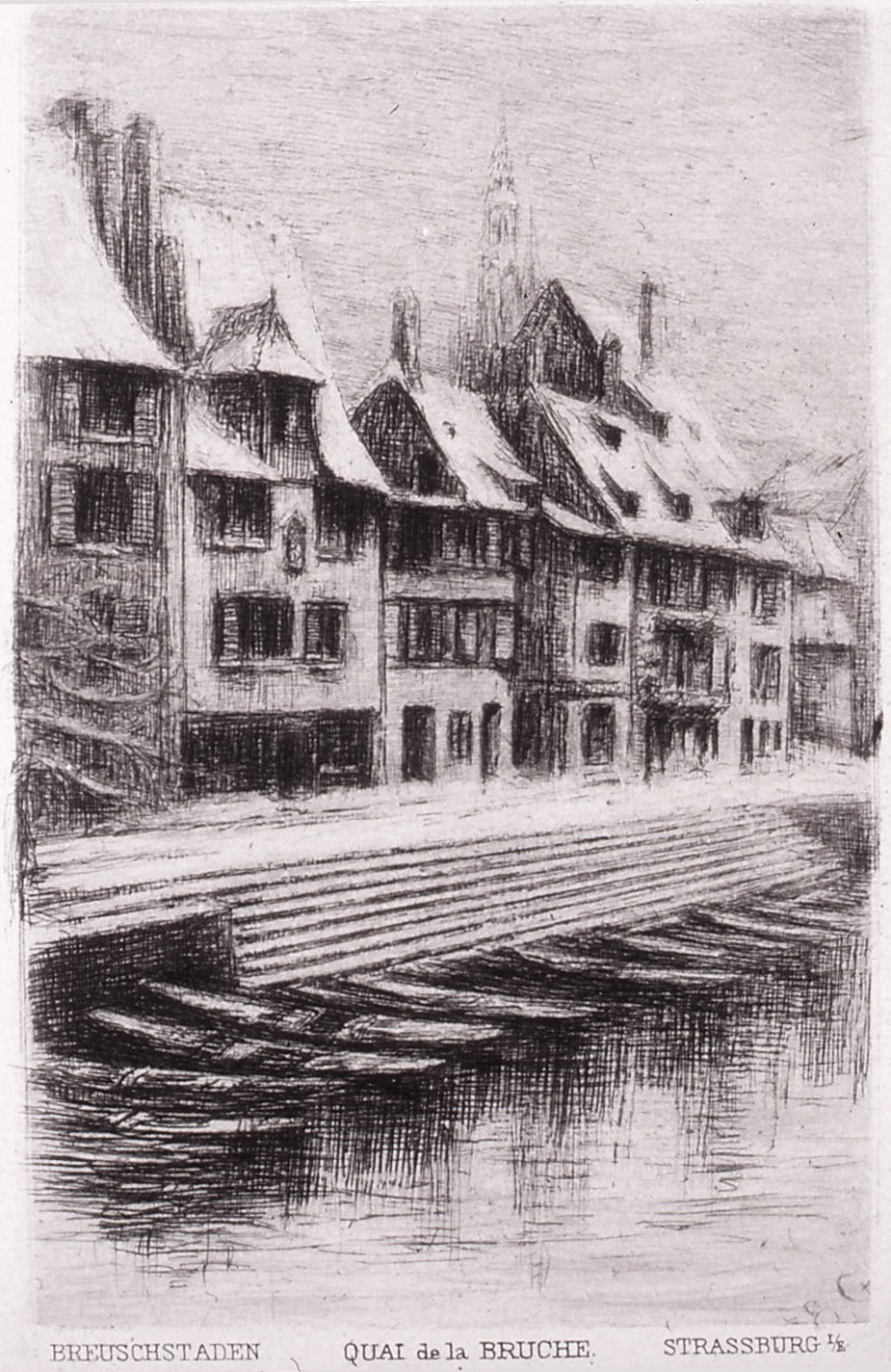
Élise Gérold (1880).
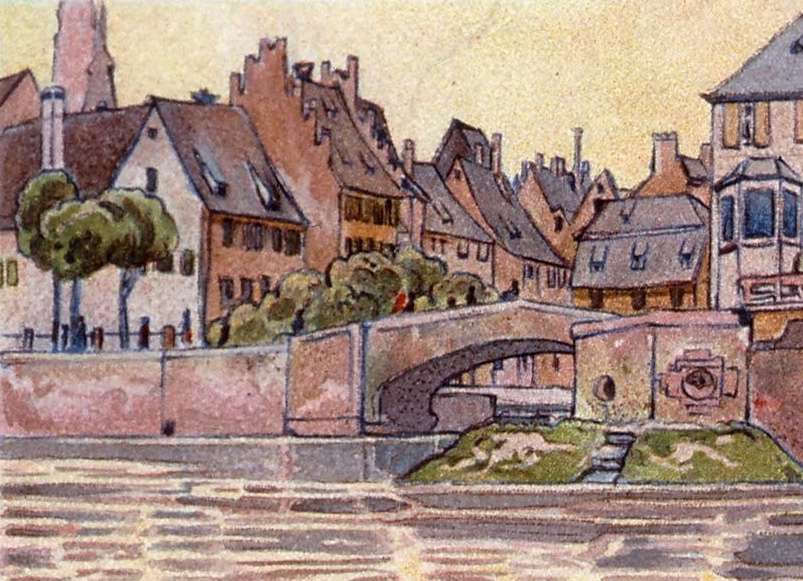
Franz Hoch (de) (1899) [recadré].
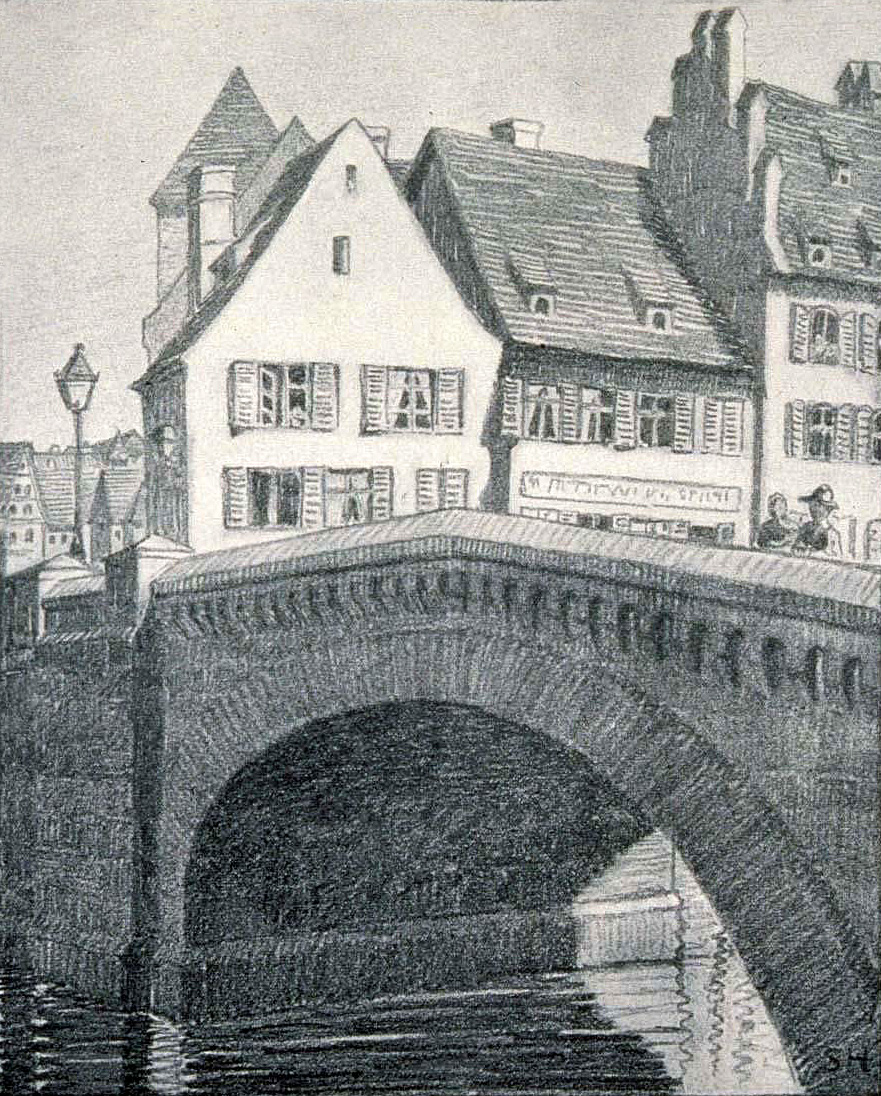
Sabine Hackenschmidt (1912).
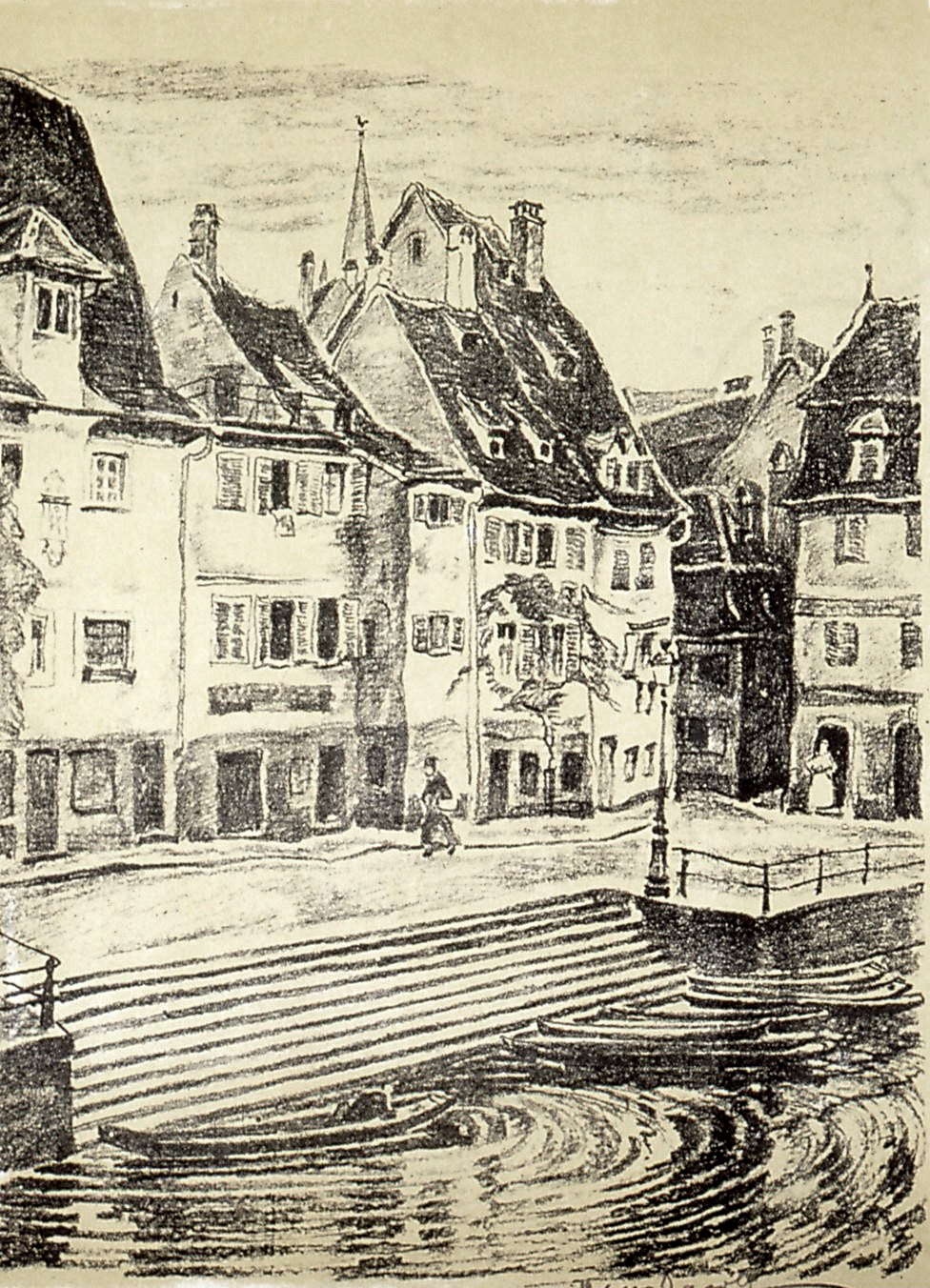
Jean Jacoby (1917).